# XT(2)+
Pour les articles homonymes, voir XT.
Le XT[2]+, sorti le 20 janvier 2010, est le successeur du XT[2] (deuxième génération du serveur XT). C'est un serveur vidéo professionnel de production développé par la firme liégeoise EVS Broadcast Equipment. 

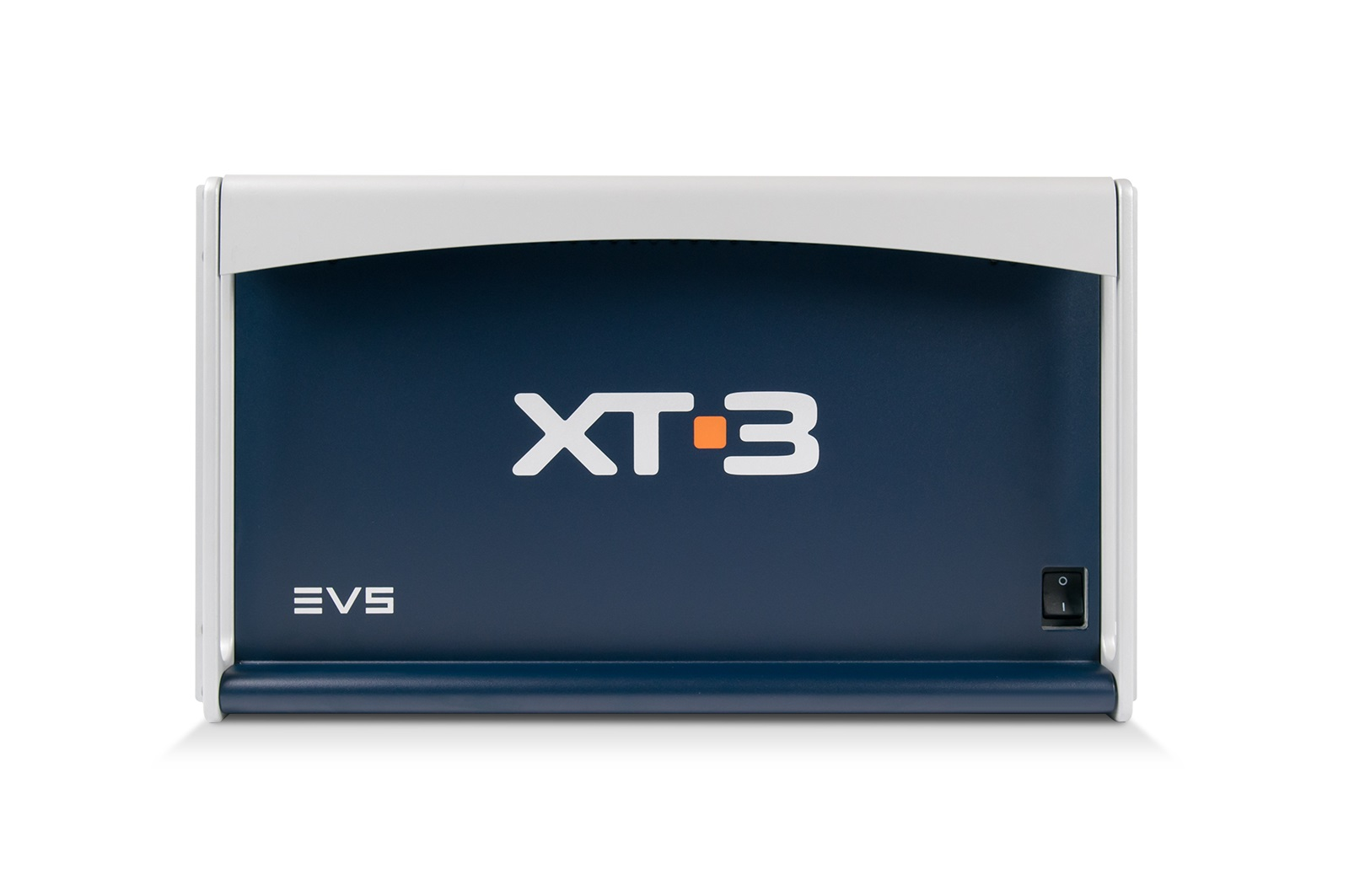
Un serveur XT.

Ce serveur vidéo permet aux sociétés de diffusion d’enregistrer, de contrôler, de lire et de diffuser les médias de façon simple, instantanée et intelligente. Le serveur XT[2]+ se différencie de son prédécesseur par des améliorations matérielles: disques SAS, bande passante accrue, capacité totale accrue, nouvelle carte codec et nouveaux codecs, etc. 
Ce serveur a été remplacé par le XT3.

## Prix
Ce serveur est le gagnant de prix internationaux